# Derbent
Derbent (ru. Дербент) este un oraș din Daghestan, Federația Rusă, pe litoralul Mării Caspice. Are o populație de cca 100 mii de locuitori (preponderent azeri, dar locuiesc și lezghini, tabasarani, ruși ș.a.). Este cel mai vechi oraș din Rusia (prima mențiune documentară provine din sec. VI î.e.n.). Centrul istoric al orașului a fost recent declarat de UNESCO patrimoniu universal. Derbentul este una din cele mai populare și pitorești stațiuni turistice de pe litoralul caucazian al Mării Caspice.